# 乙女のホゾシタ
『乙女のホゾシタ』（おとめのホゾシタ）は、マドカマチコによる日本の漫画作品。『週刊ヤングジャンプ』（集英社）にて、2010年19号より2011年25号まで連載。単行本は全5巻刊行。

## 概要
とある高校に校医として就任した臍下熊太郎が、生徒達との交流を通して人間の性についての正しい知識を教えていく性教育漫画。帯等のキャッチコピーには「リアル保健体育コミック」と銘打たれ、1巻の帯には森田まさのりのコメントが寄せられている。

## 登場人物
臍下熊太郎（ほぞした くまたろう）
本作の主人公。
産婦人科医で、南田真央の通う高校の校長より校医として招かれた。双子の弟に、虎太郎がいる。真央や一部の生徒からは「熊」と呼ばれている。性格は破天荒かつデリカシーがないが、真央には惚れられている模様。また、作中では過去の医療ミスによるトラウマを抱えている描写もある。
夏休み前日、彼を嫌う男子生徒・菊地の陰謀により、真央と共に真夏の換気も効かない体育館裏倉庫に閉じ込められる（密室に閉じ込められた熊太郎と真央は男女の関係になるか？という実験）。真央が熱中症に罹り、生命の危機に晒されるが、両名の機転により無事脱出。真央は病院に搬送されて一命を取り留める。が、一連の出来事が菊地の仕業だと知ると菊地に殴りかかり、問い詰めるが逆に罵られ、真央を危険な目に遭わせた責任を負い、二学期には弟・虎太郎に後を託し、校医を辞任している。
南田真央（みなみだ まお）
本作のヒロイン。高校2年生。
シングルテールの髪型がトレードマーク。処女で、尻の右側にホクロ（モテボクロ）がある。
第1話で親友の竹中から煙草を預かり、下着の中に隠したが歩き方がおぼつかないところを熊太郎に見つかり、「慢性的に陰部が痛くなる」と咄嗟に嘘をついたが為に保健室に連行される。程なく煙草を携帯していたのが教頭にバレ、停学の危機に陥るが、熊太郎の機転により停学は免れる。
第2話では熊太郎に陰部を強制診察させられて自慰行為の癖を見破られたり、その後も痴漢に遭って処女膜を傷付けられたりと、ろくな目に遭っていない。
熊太郎に対しては最初は興味本位でつきまとっていたが、次第に恋心に発展している模様で、高校に登校すると一日の大半を保健室で過ごし、彼の事は「熊」と呼んでいる。
夏休み前日には花火大会に熊太郎を誘うが、あえなく玉砕。暫くして、クラスメート・菊地の偽メールにおびき寄せられるように、体育館裏倉庫へ行くがそこに熊太郎もおり、2人は菊地の陰謀で倉庫に閉じ込められ、やがて真央は熱中症になる。しかし彼女が煙草とライターを発見して火災報知器を作動させ、無事脱出に成功するが、真央は病院に搬送される。熊太郎が懸命な応急処置を施していたおかげで真央は一命を取り留め、2人は無事に花火大会を観に行くが、今度は妹・真矢がとある事件に巻き込まれ、のんびり花火見物とはいかなくなる。
二学期には前述の体育館裏倉庫での一件の責任を負い、熊太郎が校医を辞職してしまったが、彼に校医に復帰してもらう為の署名活動を始める。
竹中（たけなか）
真央のクラスメートで親友。下の名前は「エリカ」と推測される。
喫煙者で、同じくクラスメートの小松とよくトイレで喫煙しており、停学も経験。
また彼氏もおり、「生理時に膣内射精しても大丈夫」という誤った知識を習得している。また母親を招いた公開授業では、自分の母親も来ているのを忘れて自らの性体験を話して母親の怒りを買う、という少々間抜けな面も。
小松（こまつ）
竹中と同様、真央のクラスメートで親友。下の名前は「菜々」と推測される。
これもまた竹中と同じで喫煙者。停学経験あり。
重松翔太（しげまつ しょうた）
第3話から登場。真央の1つ上の高校3年生。下の名前は第28話での真央への署名で判明。
同学年の天野由香と交際しており、彼女からは「シゲ君」、真央からは「重松センパイ」と呼ばれている。
由香とは休み時間に保健室のベッドの上で性行為を行うなど、熊太郎曰く「所かまわず慌ただしいセックス」をしているが、由香の事は「性行為の際には必ずコンドームを着用」（本人談）しているなど、大事に思っているよう。
ある日、由香の部屋で性行為を拒まれ、性病に関する本と塗り薬を見つけた事から浮気を疑い、よそよそしい態度になり、由香を苦しめる。挙句にはその相手が熊太郎と思い込み、由香を診療中の保健室に乗り込むが、逆に熊太郎に殴られ、説教される（真相は由香の膣内にコンドームを置き忘れ、おかげで由香の陰部に異常が見られた）。由香に泣きながら謝罪し、仲直りする。
二学期には由香が熊太郎の代わりに校医になった虎太郎に骨抜きになったのに嫉妬し、真央の署名に協力して真央を励ます。
天野由香（あまの ゆか）
重松と同じく、第3話から登場。高校3年生。
重松と交際しており、彼の要求で高校生とは思えない派手な下着を着用し、また普段の性行為も所かまわず慌ただしい事から、彼にコンドームを膣内に置き忘れられた事から陰部に違和感を覚え、それを重松に性病、つまり浮気を疑われて距離感を置かれたが、熊太郎の診察と重松への説教でめでたく仲直り。
熊太郎も「好みのタイプ」だが、二学期から熊太郎の後任で校医に就いた虎太郎のトリコになり、軽微な頭痛（口実と思われる）を訴えては保健室に入り浸る。
鬼頭獅子丸（きとう ししまる）
真央のクラスメート。苗字で呼ばれるのを嫌う。童貞。
愛くるしい容姿から、女子生徒のいいオモチャ代わりに扱われるが、本人はそれをストレスに感じ、また自宅では父親が単身赴任中で3人の姉と母親という女性ばかりの環境にいることもあって満足に自慰行為できる環境ではなかったので、それらの欲求解消の為に体育館裏倉庫で自慰行為に熱中している（性癖は陵辱的なものを好む）。それをクラスメートの木村拓哉に見られたのをきっかけに、彼の協力で竹中や小松の顔をエロ画像に合成して、それをオカズに2人で自慰を楽しもうと画策するが、同じくクラスメートの権藤猛志がコピーを盗み出していたことから合成画像の件が女子達に露見し、製作者の木村が竹中達に暴行される。最初獅子丸は見て見ぬふりをしてやり過ごそうとするが、熊太郎の助言で彼を救い出し、共犯である事を自白。結果、クラス女子の人気者から転落するが、以後は木村・権藤の3人でつるんで行動している。
夏休みにはこの3人で「耐久オナニーマラソン」を行い（?）、母親と姉達が旅行に出かけたのを見計らい、朝から何も食べずに全裸になって自慰三昧の時を過ごした挙句に、与えられた食費もアダルトDVDの代金に充てたので無一文になり、空腹になって路上に倒れた所を木下祥子に助けられる。後に祥子に恋心を抱いた模様。
木村拓哉（きむら たくや）
真央のクラスメート。
某アイドルグループの人気メンバーと同姓同名なのと容姿のギャップからか、竹中や小松達女子生徒から「キムブタ」と呼ばれて虐げられている。母親が厳しいので自宅での自慰もままならず、また普段より女子からの虐げの対象になっており、ストレスが溜まっているところを獅子丸と意気投合。普段からエロ画像に竹中達、自分を虐めている女子の顔写真を合成して欲求不満解消のはけ口にしている腕を獅子丸に見込まれ、「竹中と小松が陵辱的な同性愛行為に勤しむ」等の合成画像を大量に作成。売店のコピー機にその一枚を置き忘れたその後、それをコピー機から盗み出した権藤猛志が落とすという失敗を犯し、尚且つ「アーティスト魂に火がついて」自筆のサインを記したのがキッカケで竹中達に露見。パンツ一枚にさせられ暴行されていたのを獅子丸に助けられ、彼との友情が芽生える。以後は権藤も加えた3人で行動している。
自宅は豪華な造りで、夏休みは伊豆の別荘で過ごすのが習慣。
権藤猛志（ごんどう たけし）
真央のクラスメート。
自宅が火事に遭ったショックで失語症になってしまった。苗字をもじって「ゴーゴン」と呼ばれている。瓜二つの弟妹がいる。
木村と獅子丸が売店のコピー機に置き忘れた竹中・小松の陵辱的合成画像を持ち出したのを契機に、彼らと行動を共にするようになる。
菊地亮介（きくち りょうすけ）
真央のクラスメート。サッカー部。
常に同じサッカー部の高木ともう1名の苗字不明の生徒とつるんで行動し、素行もいい方ではない。
校庭でサッカー練習中にボールが熊太郎のもとに転がり、それを熊太郎が蹴り返そうとした所、失敗して熊太郎の履いていたサンダルが菊地の股間に直撃し、心配した熊太郎が真央達女生徒の面前でサッカーパンツを降ろして陰部を診察しかけ、恥をかかされたと母親に告げ口。モンスターペアレントの母親は教頭に性教育の公開授業を提案（結果によっては熊太郎を解雇）する。すると隙を見て性教育用のDVDをアダルトDVDにすり替え、当日それがそのまま生徒や他の母親に流されるが、熊太郎は怯まずそれを逆手に取って授業を続ける。我が息子の仕業だと分かった母親は菊地に対し激昂するが、その場に倒れる。原因は夫（菊地の父）が不倫でどこかから貰ってきたB型急性肝炎で、このことにより家庭不和を招いて夏休み恒例のグアム旅行が流れ、熊太郎に深い怨念を抱く。そこで熊太郎に懐いている真央を偽メールで体育館裏倉庫におびき出し、次いで熊太郎も呼び、倉庫内に2人を閉じ込めて男女の関係になった現場を押さえて彼を追い出す、という企みを思いつくが、その結果真央が熱中症に陥り、危険な状態で搬送される事態になった（真央と熊太郎が脱出出来たのは、菊地の母親が提供した火災報知器を作動させたから）。熊太郎に殴りかかられるが、「人の気持ちを分からない奴が医者なんかやってていいのか？」と熊太郎を逆に罵倒し、熊太郎が校医を辞任する遠因となる。
夏休み期間中はその件で謹慎1ヶ月の処分が下されるが、本当に守っていたかは不明。夏休み明けも真央が行ってた熊太郎復帰署名を邪魔するが、高木が涙ながらに真央に謝罪したのを契機に、サッカー部員全員の署名を集めてくるなどの協力体制に転じたが、熊太郎の味方に心底転じているかは不明。
木下祥子（きのした しょうこ）
真央とはクラスが違うが、同学年の図書委員会を通しての親友。
大人しい性格で、毎朝の電車内での痴漢に悩まされているが、注意出来ない。熊太郎の助言や真央の協力もあり、その悩みも克服するが、実家が中華料理店を営んでおり、共用便所の為に心置きなく用を足せない為か、重度の便秘持ち。
夏休みには家業を手伝っており、出前間違い品を引き取りに行った帰り道に空腹で行き倒れている獅子丸を助け、その出前間違い品を彼に提供する（獅子丸は「クラスは違うが目立つので知っている」そう。ちなみにその出前間違い品は先方宅に真夏の一昼夜の間置かれたもので、獅子丸はその後腹を壊している）。以後、獅子丸に片思いされている。
臍下虎太郎（ほぞした こたろう）
熊太郎の双子の弟で同じく産婦人科医。双子だけあり熊太郎と顔立ちは似ているが、身嗜みを整えており、髭も剃って髪も下ろしている。幼少時代からしっかりとした性格で丁寧な話口調で接するも、女癖がかなり悪く性格も悪い。宝城とは高校時代付き合っていたが、虎次郎が宝城の友達の女の子に手を出したことが原因で別れている。兄ほど頻繁ではないが、熊太郎以上にデリカシーを欠く言動が多く、そのせいで味方（女子生徒や校長）をなくす事がある。
本来は熊太郎ではなく、虎太郎が赴任する予定だった。熊太郎が辞任した後、2学期から赴任する。そのルックスと立ち振る舞いから竹中、小松の中心とした女子生徒から絶大な人気を誇る。男子生徒には興味がなく、女子生徒の相手ばかりをし、体調が悪いということで保健室に入り浸らせている。隙あらば女子生徒に手を出そうしており、熊太郎が気にかけていた真央に舌を入れる。この件で熊太郎とぶつかり、校医の交代を要求される。本人は校長に気に入られていると高を括るが、過去の仕返しにやってきた宝城に女性関係をばらされ（というか虎太郎自身が喋ってしまった）女子生徒の人気が減り、真央が呼びかける熊太郎復帰の署名も後押しして辞任する。上昇志向があり、校医は金にならないと考えており、父親の病院を継ごうとしている。

## 単行本
ヤングジャンプ・コミックスより全5巻刊行されている。
1. 2010年8月19日発売 ISBN 978-4088790114
2. 2010年11月19日発売 ISBN 978-4088790626
3. 2011年2月23日発売 ISBN 978-4088791036
4. 2011年5月19日発売 ISBN 978-4088791401
5. 2011年6月17日発売 ISBN 978-4088791487